# 꽁지가오리
꽁지가오리(Bluespotted ribbontail ray)는 색가오리과의 한 종이다. 조간대에서 깊이 30m까지에서 발견되고, 열대 인도양 지방, 서태평양 지방의 산호초 지역에 분포한다. 35cm의 길이를 넘지 않은 작은 체구를 가지고 있고, 매끄러운 타원형의 가슴지느러미, 큰 퉁방울눈, 상대적으로 짧고 굵은 꼬리를 가지고 있다. 몸은 노란색 바탕에 파란 색 무늬이고, 꼬리는 파란색 줄무늬로 되어 있어서, 다른 가오리와 쉽게 구별할 수 있다.